# Geneva County
Geneva County är ett administrativt område i delstaten Alabama, USA, med 26 790 invånare. Den administrativa huvudorten (county seat) är Geneva. 

## Geografi
Enligt United States Census Bureau har countyt en total area på 1 499 km². 1 492 km² av den arean är land och 7 km² är vatten.
En mindre del av Fort Rucker är belägen i countyt.

### Angränsande countyn
- Dale County - nord, nordöst
- Houston County - öst
- Holmes County, Florida - syd
- Walton County, Florida - sydväst
- Covington County - väst
- Coffee County - nord, nordväst

### Orter
- Black
- Coffee Springs
- Eunola
- Geneva (huvudort)
- Hartford
- Malvern
- Samson
- Slocomb
- Taylor (delvis i Houston County)